# Det Danske Filminstitut
Det Danske Filminstitut (en danès, Institut de Cinema Danès) és l'agència nacional de Dinamarca responsable del suport i incentiu al cinema i a la cultura cinematogràfica, i per conservar aquest material d'interès nacional. És també conegut com Filmhuset (La casa del cinema), i està situat a Gothersgade, a la zona central de Copenhaguen. Entre les instal·lacions del centre, s'inclouen un llibreria i una cinemateca, a més d'un museu dedicat al cinema danès.
L'institut és un òrgan del Ministeri de la Cultura de Dinamarca. Fins 2017 el seu director fou Henrik Bo Nielsen. Integra l'European Film Promotion, una xarxa d'organitzacions connectades al cinema amb l'objectiu de divulgar la producció del continent.

## Història
L'Institut de Cinema de Dinamarca va ser fundat el 1972, substituint la Fundació Danesa de Cinema (en danès: Den Danske Filmfond). En 1996 una nova llei va fondre l'Institut de Cinema amb la Statens Filmcentral i el Museu Nacional de Cinema de Dinamarca, creant també la Danmarks Nationalfilmografi.

## Activitats
L'Institut de Cinema de Dinamarca actua en tres àrees principals:
- Producció i desenvolupament de tots els tipus de pel·lícules
- Distribució i comercialització de pel·lícules
- Activitats de arxivística i museologia

L'Institut presenta pel·lícules daneses i festivals dins i fora del país i subsidia importants produccions cinematogràfiques de qualitat internacional.

## Instal·lacions

### Cinemateket
Cinemateket és l'acrònim del Museu Nacional de Cinema de Dinamarca. Està dedicat a l'estudi i divulgació de la producció de cinema nacional, així com del cinema estranger. Posseeix tres sales de cinema que mostren una combinació de pel·lícules clàssiques i pel·lícules de diversos temes. Ocasionalment pel·lícules contemporànies que d'una altra forma no aconseguirien el mercat danès són exhibides. En la seva videoteca també és possible trobar curtmetratges i documentals. Altres serveis inclouen un llibreria, un cafè i un restaurant.

### Llibreria
El llibreria de l'Institut posseeix prop de 55.000 llibres, a més de periòdics importants de diversos llocs d'Europa, manuscrits i publicacions rares.

## Directors
| Year      | Director               |
| --------- | ---------------------- |
| 1972–1973 | Erik Hauerslev         |
| 1974–1976 | Leif Feilberg          |
| 1976–1988 | Finn Aabye             |
| 1988      | Mona Jensen            |
| 1988–1990 | Erik Crone             |
| 1990–1991 | Mona Jensen            |
| 1991–1993 | Bo Christensen         |
| 1993      | Mona Jensen            |
| 1993–1995 | Henrik Bering-Liisberg |
| 1995–1997 | Mona Jensen            |
| 1997–2007 | Henning Camre          |
| 2007–2017 | Henrik Bo Nielsen      |
| 2018-     | Claus Ladegaard        |